# Río Aigua de Ora
Río Aigua de Ora es un Lugar de Importancia Comunitaria situado en las provincia de Barcelona i Lérida, comunidad autónoma de Cataluña, España. 
Es un río prepirenaico de las comarcas del Bergadá, Solsonés y Bages, afluente del margen izquierdo del río Cardener en el que desagua cerca de Cardona a 414 m de altitud. Es de régimen nivopluvial, con un máximo en mayo -de fusión y lluvias- y otro secundario en noviembre -pluvial-, y un mínimo en agosto y en febrero. Nace al pie de la Roca Grande de Ferrús, en la sierra de Ensija, en el término de Gósol. Recibe el nombre de «Agua de Llinars» hasta la población de Llinars. Después de pasar el desfiladero de San Pedro de Graudescales atraviesa muy encajado el accidentado relieve del Bergadá y del Solsonés pero a partir de Sorba el valle se ensancha.

## Términos municipales
Desde su nacimiento, el Aigua de Ora pasa sucesivamente por los siguientes municipios y comarcas.
|                                                         | Longitud (en m.) | % del recorrido |
| ------------------------------------------------------- | ---------------- | --------------- |
| Por el interior del municipio de Gòsol                  | 581              | 1,47 %          |
| Per el interior del municipio de Guixers                | 252              | 0,64 %          |
| Haciendo de frontera entre Guixers y Fígols             | 2.995            | 7,58 %          |
| Por el interior del municipio de Montmajor              | 2.398            | 6,07 %          |
| Per l'interior del municipi de Castellar del Riu        | 3.248            | 8.22 %          |
| Hacciendo de frontera entre Guixers y Castellar del Riu | 230              | 0.58 %          |
| Por el interior del municipio de Guixers                | 3.725            | 9,43 %          |
| Por el interior del municipio de Navès                  | 12.741           | 32,25 %         |
| Haciendo de frontera entre Navès y Montmajor            | 2.720            | 6,91 %          |
| Por el interior del municipio de Navès                  | 1.682            | 4,26 %          |
| Haciendo de frontera entre Navès y Montmajor            | 405              | 1,03 %          |
| Por el interior del municipio de Montmajor              | 2.885            | 7,30 %          |
| Haciendo de frontera entre Cardona y Montmajor          | 2.217            | 5,61 %          |
| Por el interior del municipio de Cardona                | 3.417            | 8,65 %          |
| C o m a r c a s                                         |                  |                 |
|                                                         | Longitud (en m.) | % del recorrido |
| Por el interior del Solsonés                            | 18.400           | 46,58 %         |
| Por el interior del Bergadá                             | 9.111            | 23,06 %         |
| Haciendo de frontera entre el Solsonés y el Bergadá     | 6.358            | 10,10 %         |
| Por el interior del Bages                               | 3.417            | 8,65 %          |
| Haciendo de frontera entre el Bages y el Bergadá        | 2.217            | 5,61 %          |

## Perfil de su curso

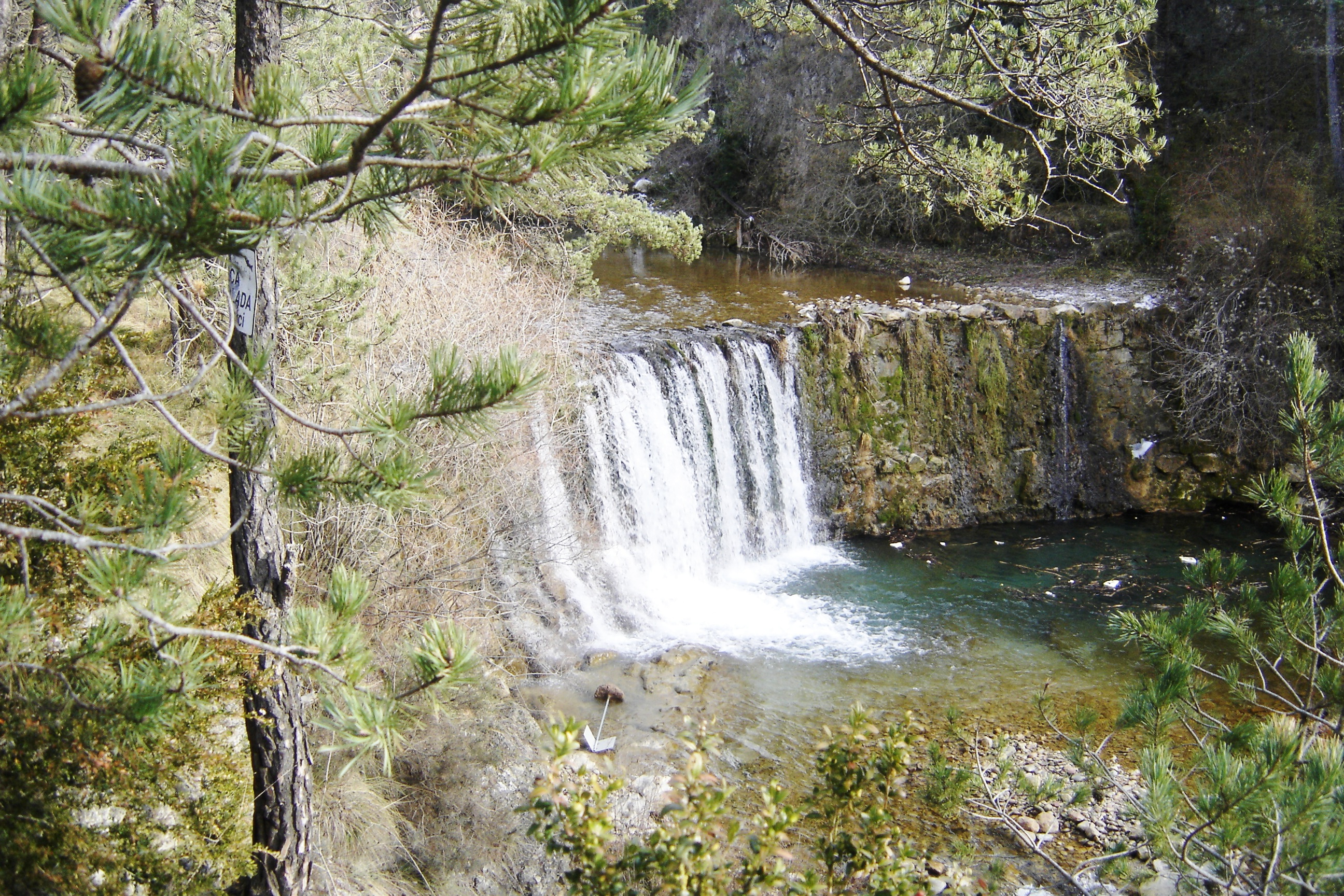
El Aigua de Ora después de recibir las aguas del Riu del Coll de Jouet, en Guixers

Hasta los 1.500 m de altitud su pendiente media es del 25,33%, con un mínimo del 10% entre los 1.525 y los 1.500 m de altitud al pasar por delante de la masía de La Plana y un máximo del 46,33% entre los 1.775 y los 1.750 m de altitud, a su paso por la Canal Grande, encajonado entre los riscos de las rocas de Ferrús al este y las de las Llosanques al oeste.
Entre los 1.500 m y los 1.000 m de altitud su pendiente media es del 8,87% con un máximo del 34,97% entre los 1.425 y los 1.400 m de altitud, tramo en el que atraviesa el canal del Tec y un mínimo del 4% entre los 1.475 m y los 1.450 m de altitud, al atravesar las Planas de la Fuente del Pino.
Entre los 1.000 y los 700 m de altitud su pendiente media es del 3,24% con un máximo del 15% y un mínimo del 1,5%. En este tramo pasa por la aldea de Llinars, atraviesa la carretera de Berga a San Lorenzo de Morunys y pasa por el Monasterio de Sant Pere de Graudescales y la aldea de la Valldora.
De los 700 m de altitud hasta su confluencia con el río Cardener, a los 414 m de altitud, su pendiente media es del 1,4%, con un máximo del 2,22% y un mínimo del 0,79%. En este tramo realiza prácticamente la segunda mitad de su curso.

## Red hidrográfica
La red hidrográfica del Aigua de Ora está constituida por 688 corrientes fluviales que suman una longitud total de 556,4 km.

### Distribución municipal
El conjunto de la red hidrográfica del Aigua de Ora transcurre por los siguientes términos municipales:
| Término municipal           | Longitud (en km.) |
| --------------------------- | ----------------- |
| Capolat (Bergadá)           | 288,5             |
| Navès (Solsonés)            | 251,3             |
| Montmajor (Bergadá)         | 126,1             |
| Castellar del Riu (Bergadá) | 77,1              |
| Guixers (Solsonés)          | 37,2              |
| Fígols (Bergadá)            | 23,9              |
| Cardona (Bages)             | 11,6              |
| L'Espunyola (Bergadá)       | 3,7               |
| Gósol (Bergadá)             | 0,6               |
| Saldes (Bergadá)            | 0,07              |

### Afluentes principaales
| Principales afluentes del Aigua de Ora |                           |                              |                            |                          |                  |                                       |
| Por la derecha                         | Cota (en m)del nacimiento | Cota (en m)de la confluencia | m longitud curso principal | m de su red hidrográfica | ha de su cuennca | Por la izquierda                      |
|                                        | 2.213                     | 1.477                        | 2.101                      | 4.958                    | 173              | El Torrent de Ferrús.                 |
|                                        | 2.229                     | 1.444                        | 3.166                      | 5.613                    | 149              | El Torrent del Pla de la Closa        |
| El Torrent del Tec.                    | 1.555                     | 1.253                        | 906                        | 1.020                    | ?                |                                       |
|                                        | 1.962                     | 4.715                        | 20.292                     | 726                      | 756              | El Torrent de les Canals de Catllarí. |
| El Torrent de Vallsadolla.             | 1.613                     | 927                          | 3.900                      | 5.324                    | 317              |                                       |
| El Torrent de Fontanella.              | 1.336                     | 907                          | 2.663                      | 7.920                    | 230              |                                       |
| El Torrent de Fontpudia.               | 1.120                     | 890                          | 1.318                      | 1.318                    | 38               |                                       |
| El Torrent del Capellà.                | 994                       | 884                          | 890                        | 890                      | 28               |                                       |
|                                        | 1.299                     | 874                          | 6.008                      | 41.518                   | 2.781            | El Riu del Coll de Jouet.             |
| El Torrent d'en Bancells.              | 1.092                     | 868                          | 1.648                      | 4.497                    | 102              |                                       |
| La Rasa de Valielles.                  | 1.500                     | 820                          | 4.191                      | 15.623                   | 395              |                                       |
|                                        | 1.126                     | 817                          | 1.306                      | 1.306                    | 62               | La Rasa de Comadescales.              |
| El Canal de San Pedro.                 | 1.052                     | 815                          | 1.423                      | 2.124                    | 61               |                                       |
|                                        | 1.430                     | 797                          | 2.833                      | 13.754                   | 355              | La Rasa de les Fraus.                 |
|                                        | 1.320                     | 743                          | 2.451                      | 6.673                    | 156              | La Rasa de cal Catriques.             |
| El Torrent Moixí.                      | 1.277                     | 743                          | 1.784                      | 3.534                    | 156              |                                       |
| La Rasa del Fornell.                   | 1.037                     | 725                          | 3.774                      | 17.096                   | 623              |                                       |
|                                        | 997                       | 705                          | 2.454                      | 6.753                    | 286              | La Rasa de la Móra.                   |
|                                        | 842                       | 573                          | 2.053                      | 2.357                    | 99               | La Rasa de Fontjoana.                 |
| El Torrent de la Vallanca.             | 1.314                     | 553                          | 11.42                      | 50.050                   | 2.026            |                                       |
| El Torrent de Can Feliu.               | 916                       | 519                          | 6.530                      | 19.020                   | 573              |                                       |
|                                        | 1.273                     | 512                          | 11.332                     | 42.815                   | 1.460            | La Riera de Tentellatge.              |
| La Rasa de Ca l'Agut.                  | 579                       | 497                          | 2.582                      | 8.243                    | 334              |                                       |
|                                        | 864                       | 489                          | 7.408                      | 17.723                   | 574              | La Rasa de la Font del Boix.          |
|                                        | 624                       | 479                          | 4.068                      | 11.158                   | 424              | La Riera de Sorregana.                |
|                                        | 881                       | 454                          | 10.633                     | 35.658                   | 1.882            | La Riera de Gargallà.                 |